# Протей Темен
Протей Темен (род. 26 марта 1984, Москва) — российский современный художник. Мультидисциплинарный медиаартист, чьи работы часто выполнены в форме тотальных инсталляций — включая графику, видео-арт, скульптуру, живопись. Преподаватель Школы дизайна Национального исследовательского университета Высшей школы экономики.

## Биография
Родился в Москве (район Тушино), в семье ученых-биологов, где почерпнул первые впечатления о визуальной структуре научного знания. Увлекся рисованием и графическим дизайном еще в школе, после окончания которой стал работать арт-директором московского музыкального клуба «Культ». Учился на художника-постановщика в Гуманитарном институте телевидения и радиовещания (2001—2002), в Международном институте рекламы (2003—2006). В 2003 году стал частью московской студии Zunge Design, где впоследствии занял должность арт-директора. В 2006 году вступил в ряды всемирного объединения иллюстраторов «Цех».
С 2009 года Протей сосредотачивается на мультимедийном искусстве, параллельно классическим художественным практикам работая в новых для себя жанрах генеративного видео, инсталляции, перформанса. В 2009 году Темен вместе с художником Димой Кавко основывает арт-объединение Gruppa Krovi. С 2011 года — член Московского союза художников, участник региональной общественной организации «Товарищество плакатистов». В 2012 году окончил Институт проблем современного искусства, курс «Новые художественные стратегии». В это время совместно с другими выпускниками ИПСИ формирует арт-группу ГЖКРКП (Глазун, Журавлев, Кирюша, Рюмин, Кавко, Протей), в составе которой участвует в групповых экспозициях.
Первая персональная музейная выставка состоялась в 2014 году в Московском Музее Современного Искусства на Петровке. В процессе формирования собственной эстетической системы и художественного языка в 2013 году Протей сближается с гейм-девелопером Олегом Ставицким для создания серии мобильных арт-приложений Bubl, которые развивают фундаментальные навыки ребенка. При разработке интерактивных игр, рассчитанных на детей от 1 до 6 лет, Протея как арт-директора интересовало развитие восприятия формы, цвета и звука. Через год немецкое издательство мобильных приложений Fox & Sheep объявило о приобретении Bubl Studio.

В настоящее время Протей Темен является постоянным участником художественных экспозиций, профессиональных дискуссий и мультиформатных фестивалей в Австралии, Бразилии, Южной Корее, России, Соединенных Штатах, Великобритании и странах континентальной Европы. Свою сегодняшнюю художественную практику Темен определяет двумя ключевыми терминами — «абстрактная айдентика» и «повседневная спектакулярность».

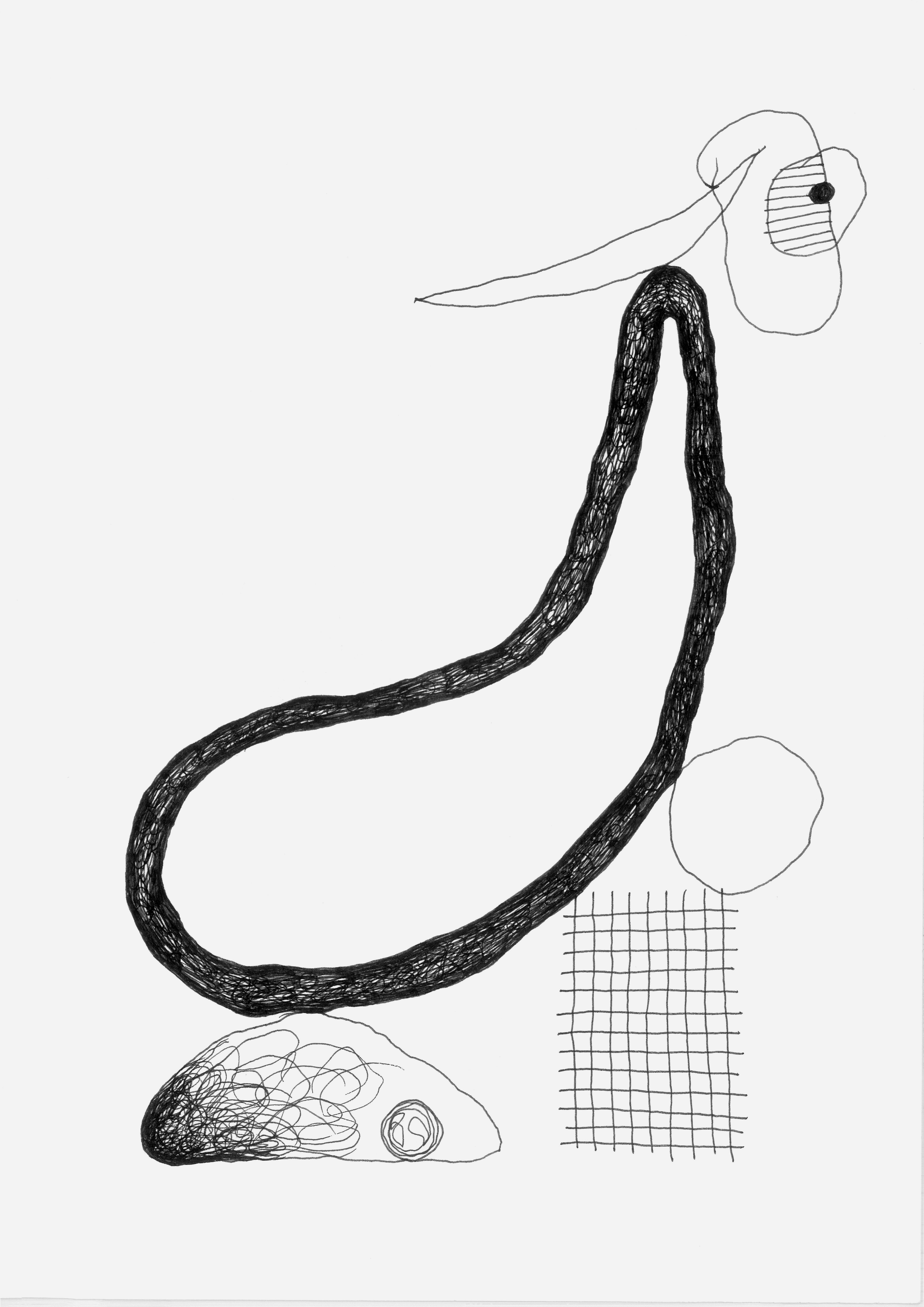
Protey Temen graphics «Stones, Hairs», 2016

«Тело и дух, искусственное и природное, реальное и абстрактное. Сталкивание, как и соударение дает искру. Диалог между этими полюсами нарастает сам по себе, как плоть нарастает на каркас. Этим каркасом служат модели и правила, подсмотренные в окружающей среде, заимствованные, вырванные из контекста. Для обострения внимания на каждом конкретном предмете мне кажется уместным использовать язык абстракции. Гибкий, вибрирующий и впитывающий новые смыслы из контекста. В итоге получаются артефакты событий. Хроника, документирующая саму себя.»
Работы Протея Темена хранятся в собрании Московского Музея Современного Искусства, Российской Государственной Библиотеке, галерее «Комната», частных собраниях в России, Германии, Франции и Испании. Участник Венецианской биеннале 2011 года (интернет-павильон), европейской биеннале современного искусства Manifesta 10, международной биеннале цифрового искусства The Wrong.

## Творчество
Художник описывает окружающую среду языком абстрактной графики. С ранних лет Протей пришел к характерному, легко узнаваемому стилю, который реализовывал как в работе арт-директором, иллюстратором, так и в строго персональном творчестве.

### Добротаризм
В 2007 году появляется направление Добротаризм, в основе которого лежит упрощение изображения на геометрическом уровне, яркие контрастные цвета и нарочитое веселье. Основная задача, которую ставит перед собой художник в это время — изучение моделей и структур повседневности. Его итоговым результатом становится выставка «Иконография Добротаризма», прошедшая в 2007 году в культурном центре «Дом». С 2008 по 2009 годы, в рамках цикла «Пост-добротаризм», Протей еще глубже уходит в абстрактное изображение, оставаясь в рамках изначального графического языка. «Мое творчество про ритуал, про душу, про какую-то чистую вещь. И ряд кодов, которые я использовал постоянно — маски, образы, костюмы, — тоже про эту чистую вещь. За каждой картинкой стоит текст, переживание. Недавно к этому осознанию пришел, но все это было и раньше. Тот же Добротаризм был замешан на религии, на основах русской иконописи. У меня было включение, по сути, в айдентику. А что такое айдентика? Это система знаков, символов».

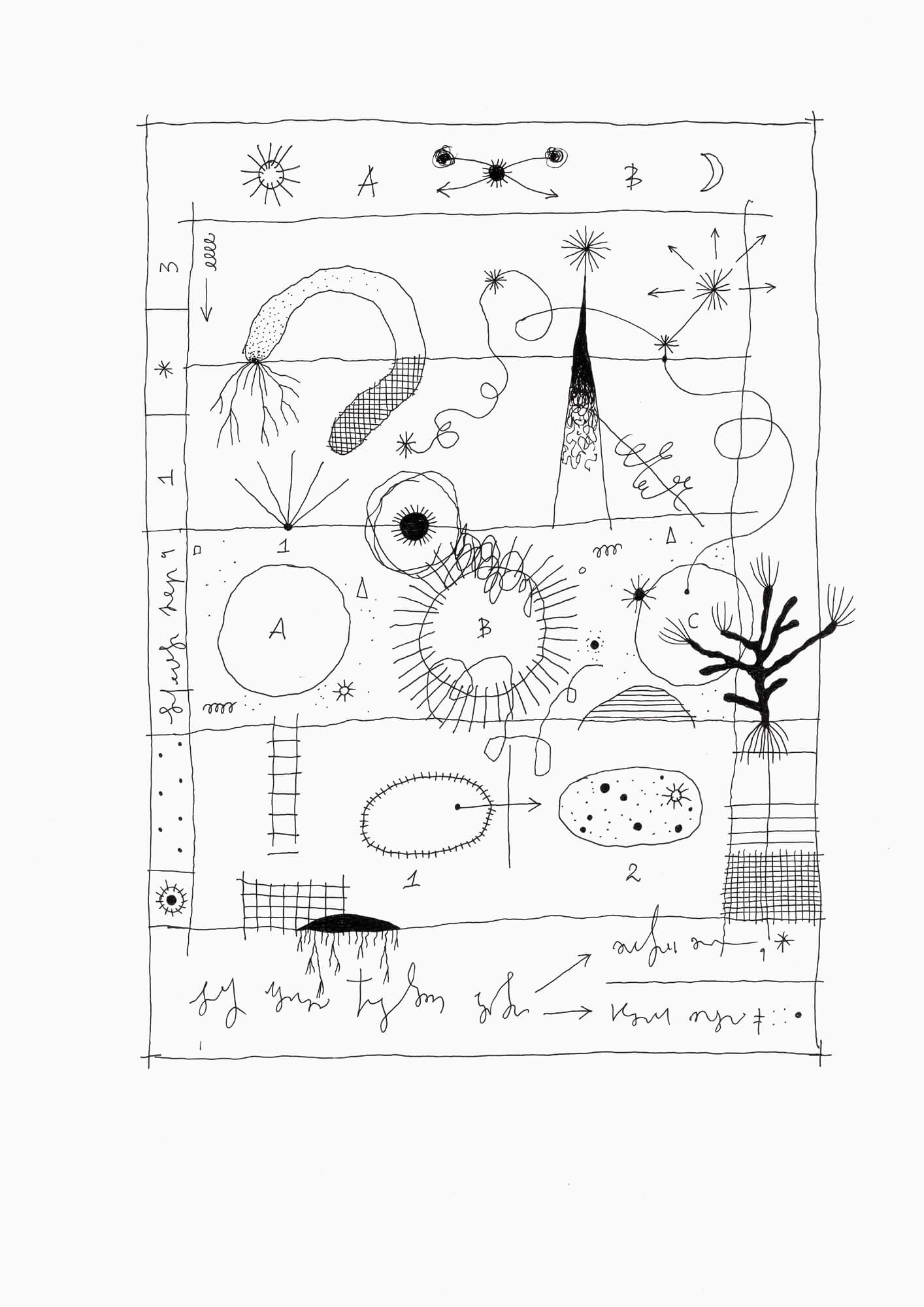
Лист из серии «Атлас. Первая часть», гелевые чернила, акварельная бумага, 30х42 см.

### Монохромный цикл
В 2010 году начинается монохромный период в творчестве, характеризуемый уходом от полноцветной палитры и началом описания окружающей среды через самостоятельные абстрактные системы. К 2013 году происходит окончательный уход от цвета и полутонов. Народившийся подход Протей переносит и на альтернативные медиа — скульптуру, видеосъемки, объемные монохромные текстуры. Основные темы периода — изучение объекта как тела, линии, черного пятна: «Пятно было одним из основных образов, который использовался мною ранее, и до сих пор привлекательно для меня по многим причинам: в одном случае оно маскирует лишнее на изображении, скрывая суть, в другом — становится силуэтом и почти знаком, это и тень от человека, и воронка в космосе».

### Сюрритуализм
В 2014 году Протей формулирует новый метод — Сюрритуализм. В его основе две неразрывные части — ритуальность и принцип сюрреализма обнажать абсурдность того или иного действия. В 2015 году Темен отказыватся от использования компьютерных технологий в своих работах. Основной фокус в 2016 году — репрезентация информации и практики визуальной коммуникации. Многие изображения вдохновлены книжной графикой внутри научной литературы, в том числе по биологии. Художник разрабатывает систему анализа изображения, основанную на наборе часто используемых репрезентативных моделей. Произведения 2015—2016 годов реализуются под общей концепцией «Внутренняя школа открытых исследований» (Inner School of Open Studies). Эти работы объединяют образы «знания» и используют общедоступные учебные пособия, объяснения на салфетках и прочие презентационные практики точных и чувственных наук. «Через пластическое перемножение этих слоев Протей Темен фиксирует такие повседневные процессы как рассуждение, память и мышление».

### Внутренняя школа открытых исследований
В 2017 Протей открывает «Внутреннюю школу открытых исследований», в которой является и преподавателем, и учеником. Он создает серию учебников и атласов в рамках школы, а также читает лекции, в частности весенний цикл лекций в ММОМА.
«Заглавная тема, с которой работает Протей Темен — исследование окружающей среды, ее анализ и фиксация пластическим языком абстрактной живописи и графики — остается неизменной много лет, но оптика художника очевидно меняется. От языческой территории мифа и найденного им метода „сюрритуализма“ Протей постепенно приходит к квазинаучному способу интерпретации мира. Как работает взгляд, что такое информация, из чего сделаны объекты, почему мы видим пятно и определенным образом воспринимаем символ, как мы влияем на происходящее, выступая в роли свидетелей разнообразных процессов? Все, что традиционно укладывается в область чувственного, рефлексивного личного опыта, факты, которые невозможно проверить, Протей кодифицирует и превращает в общедоступное знание. Поступательно доказывая свои гипотезы, он объясняет собственные интуитивные открытия о устройстве мира, используя подход и словарь ученого-рационалиста. Тем не менее, художник остается в поле искусства: упаковывая эти знания в привычные форматы, которые использует институт просвещения (текст, иллюстративные материалы, схемы и наглядные пособия), он возвращает эстетический фокус сухому языку теории.
Научный способ познания реальности обычно предполагает отказ от эстетической составляющей явления в пользу понимания его значения. Протей совмещает переживание „красивого“ и поиск „точного“, объединяет абстрактное и конкретное, проявляет нам, как зрителям и ученикам его „внутренней школы“, сходство основополагающих стратегий научного подхода и художественных практик, направленных на выявление единственной верной, правдивой версии реальности.»— Юля Юсма

## Избранные персональные выставки
2017
«Выставка в квартире № 68», Высотка на Котельнической, Москва
«Процессы и взаимодействия», Музей Арт4, Москва
«Пить кофе и вычислять», в рамках First Person, Амстердам, Голландия
Knowledge Of (совместно с Лукасом Гутиеррезом) • Aperto Raum, Берлин, Германия
2016
«Как муравей космонавту в ухо залез», МАРХИ, Москва
Untitled Corridor, в коллаборации с Вадимом Гершманом и Фрэнком Хитли, Нью-Йорк
2014
«Дар», Галерея «Комната», Москва
Коллективный арт-проект, Летняя музыкальная программа, Музей современного искусства «Гараж», Москва
«Пещера щедрости», «Комната», MMOMA, Москва
2013
«Кирпичная Стена», Новая Голландия, Санкт-Петербург
Don’t cross the line when dancing on the seashore, NLB Gallery Avla, Любляна, Словения
2012
Видео-текстура, Сцена-Молот, Пермь
«Хрупкий и про музыку», Екатеринбург
Soon Wave, Политеатр, Москва
Screensaver, клуб «Солянка», Москва
2011
Every Day Is The Same, Demetra Art Hotel, Санкт-Петербург
Passion the Movie, Сан-Паулу, Бразилия
Mechanics Logotype, Gallery LVS, Сеул, Корея
2010
Questions Expo, Projector Magazine, Санкт-Петербург
2009
Shaders, Берлин, Германия
Breakfast Heroes, Берлин, Германия
2008
Advertisement Magazine, Un Sedicesimo Magazine, Мантова, Италия
«Овалоромб», Видео-перформанс, клуб «Солянка», Москва
2007
«Иконография Добротаризма», культурный центр «Дом», Москва

## Избранные коллективные выставки

#### 2017
Un Sedicesimo — 10 Year Anniversary • Printed Matter, Нью-Йорк, США
Atlas drawings & Space Atlas jewelry • East + West, Home is Best, WANTZ, Covent Garden, Лондон, Великобритания
Knowledge Of, Chapter B, The Quickest Via pavilion, The Wrong biennale, World Wide Web
Diapavilion (куратор), The Wrong biennale, World Wide Web
«Частицы меня, частицы тебя», ЦУМ, Vogue Fashion Night Out, Москва
«Лекция, книга и горы» • Make It New, The Great Modernists, Artplay, Москва
Мох, «Всем лесам лес», Perm State Gallery, Пермь
В составе Gruppa Krovi
2012 — «Когда мне скучно, я ем», Gruppa Krovi, Проект 180m², Москва
2010 — Oil Project, Annexe Gallery, Бордо, Франция
2009 — New Year Action, Москва
2009 — «Последние гастроли», Москва
2009 — «Доллары и розы», Москва
В составе «ГКРЖКП»
2016 — «Сырая магия», Москва
2015 — «Салон кино категории Б», Москва
2014 — «Обелиск», «Отель „Анталия“», Москва
2014 — YOLO SWAG, «Мечем и магией», Москва
В рамках товарищества иллюстраторов «Цех»
2013 — The Pony Has Survived, Санкт-Петербург

## Преподавательская деятельность
C 2013 — преподаватель школы дизайна Национального исследовательского университета Высшей школы экономики, куратор профиля «Дизайн и современное искусство»
2017 — «Весенний цикл» Внутренней школы открытых исследований, ММОМА, Москва
2016 — Доклад «Свойства и смыслы натуральных и цифровых поверхностей», Сколково, Москва
2014 — Лекция Surritualism in Everyday Life, Doma Art Fest, София, Болгария
2013 — «А когда пастух вернется?», ГЦСИ, Москва
2012 — Интенсив «Абстрактные истории», БВШД, Москва
2011 — Лекция «150.000.000$», в составе Gruppa Krovi, Москва
2011 — Интенсив «Эффект мордашки», БВШД, Москва
2010 — Воркшоп «Абстрактная айдентика», Киев
2009 — Лекция «Хороший, плохой, злой», ММОМА, Москва
2009 — Лекция Constructivism Meets Character, Pictopia Festival, Берлин, Германия